# Ernst Grönlund
Ernst Aleksander Grönlund (Helsinki, 18 december 1902 – aldaar, 13 februari 1968) was een voetballer uit Finland, die speelde als aanvaller voor HIFK Helsinki gedurende zijn carrière. Hij overleed op 65-jarige leeftijd in de Finse hoofdstad Helsinki.

## Interlandcarrière
Grönlund, bijgenaamd Erkkuli, speelde in totaal 37 interlands voor Finland in de periode 1931–1940, en scoorde tien keer voor de nationale ploeg. Hij vertegenwoordigde zijn vaderland bij de Olympische Spelen van 1936 in Berlijn, Duitsland, waar Finland in de eerste ronde werd uitgeschakeld na een 7-3 nederlaag tegen Peru. Grönlund nam in dat duel Finlands tweede treffer voor zijn rekening, Pentti Larvo en William Kanerva waren de andere doelpuntenmakers.

## Erelijst
HIFK Helsinki
- Landskampioen

1931, 1933, 1937